# Alauda Ruiz de Azúa
Alauda Ruiz de Azúa Arteche (Barakaldo, 1978) és una directora de cinema i guionista basca.

## Trajectòria
Nascuda a Barakaldo, va estudiar Comunicació Audiovisual en la UPV i Filologia Anglesa s la Universitat de Deusto i és diplomada en direcció s l'Escuela de Cinematografía y del Audiovisual de la Comunidad de Madrid (ECAM). És cofundadora de la productora Igloo Films.
Ha compatibilitzat la direcció de projectes personals amb la realització publicitària. Els seus curtmetratges han estat seleccionats en més de 400 festivals nacionals i internacionals i han obtingut més d'un centenar de reconeixements.
El febrer de 2022 va estrenar el seu primer llargmetratge, Cinco lobitos a la Secció Panorama del Festival Internacional de Cinema de Berlín. La pel·lícula, protagonitzada per Laia Costa, Susi Sánchez, Ramón Barea i Mikel Bustamante va ser rodada durant cinc setmanes l'estiu de 2021 entre Bakio i Mundaka. Ha explicat que sorgeix de la seva experiència personal de la seva primera maternitat. Al Festival de Màlaga al març de 2022 la pel·lícula va aconseguir diversos premis entre ells el de la Bisnaga d'Or, el premi al millor guió i el premi del públic.

## Premis i reconeixements
Per Cinco lobitos
- Bisnaga d'Or a la millor pel·lícula espanyola en el Festival de Màlaga 2022 a més del premi al millor guió, de la mateixa Ruiz de Azúa, Biznaga de Plata a Millor Interpretació Femenina i el premi del públic.
- Pel·lícula preseleccionada a l'agost del 2022 per a representar a Espanya en l'edició 95 dels premis Oscar en la categoria Millor Pel·lícula Internacional.[7]
- "Cinco lobitos" es va estrenar internacionalment en la secció Panorama de Berlinale 2022.
- En 2023 va rebre el Premi Feroz al millor guió d'una pel·lícula.[8]
- Millor Direcció Novell als Premis Goya 2023.[9]

## Filmografia
- Clases particulares (curt, 2005)
- Lo importante (curt, 2006)
- Dicen (curt, 2011)
- Nena (curt, 2014)
- No me da la vida (curt, 2021)
- Cinco lobitos (2022) llargmetratge. Direcció i guió